# Serra de Monestero
La Serra de Monestero és una serra situada al municipi d'Espot a la comarca del Pallars Sobirà, amb una elevació màxima de 2.877 metres. Separa la part oriental de la vall de Monestero de la coma de la Valleta Seca.
La serra de Monestero es troba dintre del Parc Nacional d'Aigüestortes i Estany de Sant Maurici.